# Aleksandr Barkow
Aleksandr Edgardowicz Barkow (ros. Александр Эдгардович Барков; ur. 17 kwietnia 1965 w Nowosybirsku) – rosyjski hokeista, reprezentant Rosji. Trener hokejowy.

## Kariera zawodnicza
- Sibir Nowosybirsk (1982-1988)
- / Spartak Moskwa (1988-1993)
- Courmaosta (1993-1994)
- Tappara (1994-2004)

Wychowanek Sibiru Nowosybirsk. Uczestniczył w turniejach mistrzostw świata 1992, 1997, 1999. W latach 1994–2004 przez dziesięć sezonów rozgrywek SM-liiga grał w fińskim klubie Tappara w mieście Tampere, gdzie w 1995 urodził się jego syn, Aleksandr Barkov, który także jest hokeistą. Jest również zawodnikiem tego klubu i reprezentuje Finlandię.

## Sukcesy
Klubowe
- Złoty medal wyższej ligi: 1983, 1988 z Sibirem Nowosybirsk
- Puchar Spenglera: 1989, 1990 ze Spartakiem Moskwa
- Srebrny medal mistrzostw ZSRR: 1991 ze Spartakiem Moskwa
- Brązowy medal mistrzostw ZSRR: 1992 ze Spartakiem Moskwa
- Srebrny medal mistrzostw Finlandii: 2001, 2002 z Tappara
- Złoty medal mistrzostw Finlandii: 2003 z Tappara

Indywidualne
- Superliga rosyjska 1992/1993:
  - Nagroda Najlepsza Trójka dla tercetu najskuteczniejszych strzelców ligi (oraz Aleksandr Sieliwanow i Aleksiej Tkaczuk) - łącznie 59 goli
- SM-liiga 2000/2001:
  - Pierwsze miejsce w klasyfikacji asystentów w fazie play-off: 9 asyst
  - Pierwsze miejsce w klasyfikacji kanadyjskiej w fazie play-off: 11 punktów
  - Skład gwiazd ligi

## Kariera trenerska
- Tappara U18 (2004-2007) - asystent trenera
- Tappara (2007-2007) - główny trener
- Tappara (2007-2009) - asystent trenera
- Mietałłurg Magnitogorsk (2010-2011) - asystent trenera
- Mietałłurg Magnitogorsk (2011) - główny trener
- Ak Bars Kazań (2012-2013) - asystent trenera
- Amur Chabarowsk (2014-2015) - asystent trenera
- Kunlun Red Star Junior (2017-2018) - główny trener
- KRS-ORG Pekin (2018-2019) - główny trener
- Łada Togliatti (2020) - asystent trenera
- Łada Togliatti (2020) - główny trener
- Łada Togliatti (2020-2021) - asystent trenera
- Reprezentacja Estonii do lat 20 (2015-2017, 2021-2022), główny trener
- Reprezentacja Estonii (2021-2022), asystent trenera
- MHK Spartak Moskwa (2022-2023), asystent głównego trenera
- MHK Spartak Moskwa (2023-), główny trener

Po zakończeniu kariery zawodniczej został trenerem. Wpierw w klubie Tappara do 2010. Następnie powrócił do Rosji i pełni funkcje trenerskie w klubach rozgrywek KHL. Na początku sezonu KHL (2011/2012) do października 2011 był szkoleniowcem Mietałłurga Magnitogorsk. W czerwcu 2012 został asystentem trenera w klubie Ak Bars Kazań. W sezonie KHL (2014/2015) był asystentem w Amurze Chabarowsk. W sezonie 2015/2016 pracował jako asystent z kadrą Finlandii do lat 19, po czym był asystentem kadry tego kraju do lat 20 podczas mistrzostw świata 2017. Później był głównym trenerem kadr Chin do lat 20 i do lat 18 podczas turniejów MŚ 2017. W połowie 2017 został trenerem juniorskiego zespołu Kunlun Red Star Junior, przyjętego do sezonu MHL (2017/2018). Latem 2018 został szkoleniowcem KRS-ORG, zespołu farmerskiego Kunlun. W styczniu 2020 wszedł do sztabu trenerskiego Łady Togliatti, a w kwietniu tego roku został ogłoszony głównym trenerem tego zespołu. W listopadzie 2020 został zastąpiony na stanowisku przez Anatolija Jemielina i pozostał w sztabie jego pomocnikiem w randze starszego trenera. W sezonie 2021/2021 podjął pracę w federacji Estonii i objął funkcję głównego trenera reprezentacji do lat 20 oraz asystenta kadry seniorskiej.
Pod koniec grudnia 2022 został pomocnikiem szkoleniowca zespołu juniorskiego MHK Spartak Moskwa, Filippa Metluka, a w czerwcu 2023 sam objął stanowisko głównego trenera